# Minaçu Airport
Minaçu Airport är en flygplats i Brasilien.   Den ligger i kommunen Minaçu och delstaten Goiás, i den centrala delen av landet, 250 km norr om huvudstaden Brasília. Minaçu Airport ligger 438 meter över havet.
Terrängen runt Minaçu Airport är kuperad åt sydväst, men åt nordost är den platt. Runt Minaçu Airport är det glesbefolkat, med 19 invånare per kvadratkilometer..
Omgivningarna runt Minaçu Airport är huvudsakligen savann.